# Dionisia de Santa Maria Mitas Talangpaz
Dionisia de Santa Maria Mitas Talangpaz (ur. 12 marca 1691 w Bulacan; zm. 12 października 1732 w Manili) – hiszpańska służebnica Boża Kościoła katolickiego.

## Życiorys
Pochodziła z religijnej rodziny. Jej siostrą była Cecilia Rosa De Jesus Talangpaz. Razem z nią wstąpiła do sanktuarium Matki Bożej z Góry Karmel w Manili. Następnie wstąpiła do Zakonu św. Augustyna. Była współzałożycielką Beaterio de San Sebastian de Calumpang. W dniu 31 lipca 1731 roku zmarła jej siostra Cecilia. Dionisa de Santa Maria Mitas Talangpaz zmarła 12 października 1732 roku, mając 41 lat, w opinii świętości. 10 września 1999 roku rozpoczął się proces beatyfikacyjny sióstr Cecylii i Dionisii.